# Tommy McCook
Thomas Matthew McCook (* 3. März 1927 in Havanna; † 5. Mai 1998 in Atlanta) war ein jamaikanischer Tenorsaxophonist des First-Wave Ska, Rocksteady, Early Reggae und des Dub. McCook wurde als Mitbegründer, Namensgeber und Leiter der Skatalites bekannt. Nach deren Auflösung 1965 gründete er mit Tommy McCook & The Supersonics seine eigene Band und wirkte als Sessionmusiker für Duke Reid und später Bunny Lee an unzähligen Schallplatten mit.

## Werdegang
Tommy McCook wurde wie Laurel Aitken, Rolando Alphonso und Rico Rodriguez in der kubanischen Hauptstadt Havanna geboren, sie stehen für den kubanischen Einfluss auf die jamaikanische Musik. Thomas Matthew McCook war das dritte Kind von Alfred Alexander McCook, einem ehemaligen Polizisten, und Ivy Ann Hutchinson McCook († 8. Oktober 1965), verheiratet seit dem 30. Juni 1921. Die Familie kehrte im Februar 1931 nach Jamaika zurück.
Sowohl Tommy als auch sein älterer Bruder Frank McCook besuchten die Alpha Boys Catholic School in Kingston, die viel Wert auf musikalische Früherziehung legte. Mit elf Jahren lernte Tommy das Saxophon im Rahmen eines Schulorchesters spielen und Noten lesen. Die Kinder spielten hauptsächlich klassische Musik und Märsche, wurden aber auch dazu ermutigt, zeitgenössische Stücke aus dem Radio nachzuspielen. Tommy begeisterte sich für Jazz und vor allem für Coleman Hawkins, Lester Young und Ben Webster. Zu McCooks Schulkameraden gehörten mit Johnny „Dizzy“ Moore, Lester Sterling und Don Drummond bereits vier spätere Mitglieder der Skatalites.
Nach der Schule schloss er sich Eric Deans’ Orchester, der Band eines Musiklehrers, an, dem zeitweise auch Baba Brooks, Don Drummond, Ernest Ranglin und Roland Alphonso angehörten. Zusammen absolvierte man Auftritte vor gehobenem Publikum. Im Jahr 1954 verließ McCook Jamaika und nahm ein Engagement im Zanzibar Club in Nassau auf den Bahamas an. Er kehrte erst 1962 nach Jamaika zurück, wo sich der Trend inzwischen vom Jazz zum aufkommenden Ska verschoben hatte.
Auf Initiative von Schlagzeuger Lloyd Knibb gründete Tommy McCook seine eigene Gruppe, die zuerst als Studioband tätig war. Erst als man sich als feste Gruppe etabliert hatte, brauchte man einen originellen Namen. Man nannte sich zuerst „The Satellites“, und auf McCooks Idee hin dann „The Skatalites“. Inspiration hierfür war das Space Race, das mit den Starts der Satelliten Sputnik 1 (1957) und Explorer 1 (1958) begonnen hatte. Ihren ersten öffentlichen Auftritt hatten die Skatalites am 16. Mai 1964 im Hit-Hat-Club in der Hannah Street in Rae Town (Kingston). Die Skatalites spielten als Sessionband sowohl für Coxsone Dodd (Studio One) als auch für dessen Konkurrenten Duke Reid (Treasure Isle) und wirkten unter anderem an der Single Simmer Down von The Wailers mit. Für den Musikproduzenten Randy Chin nahmen McCook & The Skatalites mit Collie Bud 1964 einen der frühesten Titel auf, der den Marihuana-Konsum auf Jamaika benannte.
Mitte 1965, als Posaunist Don Drummond wegen Mordes im Gefängnis einsaß, warb Coxsone Teile der Skatalites ab, die daraufhin als Roland Alphonso & The Soul Brothers auftraten. McCook wechselte zu Treasure und gründete Tommy McCook & The Supersonics. Mitglieder der Band waren zeitweise Lynn Taitt, Ernest Brown, Hugh Malcolm, Hux Brown, Jackie Jackson, Winston Wright und Gladstone Anderson. Unter anderem begleiteten sie den Sänger Alton Ellis bei seinem Hit (Get Ready) Rock Steady und waren auch an der Transformation vom Ska zum Rocksteady beteiligt. In den Siebzigerjahren veröffentlichte McCook einige Dub-Stücke.
Tommy McCook starb im Mai 1998 im Alter von 71 Jahren an einer Lungenentzündung. Er hinterließ seine Ehefrau Iris, fünf Töchter, drei Söhne und einen Stiefsohn. Die Beerdigung fand in der National-Arena in Kingston mit hunderten Trauergästen statt.

## Auszeichnungen
Am 20. Oktober 1975 erhielt Tommy McCook den Order of Distinction, einen jamaikanischen Ehrenorden.

## Diskografie (Auswahl)

### Singles
- 1963: Tommy McCook: Peanut Vendor / Shenley Duffas: People’s Business
- 1964: Roland Alphonso & The Ska-ta-Lites: Well Charge / Tommy McCook & The Ska-Ta-Lites: Sauvitt (Muzik City)
- 1964: Lee „King“ Perry: Help The Weak / Tommy McCook: Exodus (Studio 1)
- 1964: Tommy McCook & His Skatalites: Silver Dollar / My Business (Treasure Isle)
- 1965: Tommy McCook & The Super Sonics: Ska-Jam / Smooth Sailing
- 1966: Alton Ellis & The Flames: Rock Steady / Tommy McCook & The Supersonics Band: Wall Street Shuffle (Trojan Records)
- 1966: Alton Ellis & The Flames: I Have Got a Date / Lynn Taitt mit Tommy McCook & The Supersonics: Yellow Basket
- 1969: Derrick Morgan: Come What May / Tommy McCook: Tommy’s Hide Away
- 1971: Alton Ellis: Black Man’s Word / Tommy McCook & The Soul Syndicate: Black Man’s Version
- 1972: Tommy McCook: Cool Stick / Cannon Ball: Diversion (Wind Records)[8]
- 1974: Tommy McCook: Tribute to Muhammad Ali / Muhammed Ali (Micron)

### Alben
- 1969: Greater Jamaica Moon Walk Reggay (Treasure Isle)
- 1974: The Sannic Sounds of Tommy McCook[9]
- 1976: Reggae in Jazz (Eve Music)
- 1998: The Authentic Ska Sound of Tommy McCook (Moon Ska)
- 2003: Blazing Horns / Tenor In Roots (Blood & Fire)

Mit The Skatalites
- 1969: The Skatalite! (Treasure Isle)
- 1999: Tribute to Tommy: The Best of Tommy McCook and The Skatalites (Heartbeat Records)

Mit Herbie Mann
- 1973: Reggae (Atlantic Records, 1973)
- 1973: Reggae II (Atlantic, 1976)

Mit Alton Ellis
- 1974: Mr Soul of Jamaica (Treasure Isle)

 Mit The Aggrovators
- 1975: Brass Rockers: Bunny Lee & King Tubby Present Tommy McCook and The Aggrovators (Striker Lee)
- 1975: Cookin’ (Horse/Trojan)
- 1975: King Tubby Meets The Aggrovators at Dub Station (Live and Love)
- 1975: Show Case (Culture Press)
- 1977: Disco Rockers (aka Hot Lava) (Dynamic Sound)
- 1992: Instrumental Reggae (RAS)

## Filmografie
- Rockers, Regie: Ted Bafaloukos, Jamaika 1978. (Tommy McCook spielt sich selbst.)